# Salsa de calçots
La salsa de calçots és la salsa típica que acompanya els calçots a les calçotades. És una varietat de la salsa romesco, diferenciada de la salsa del xató, que generalment porta tomàquet, i de la salvitxada, que duu bitxo.
Entre els seus ingredients s'hi compten l'ametlla torrada, el tomàquet vermell escalivat, la nyora o el pebrot banya de cabra, l'all escalivat, l'oli d'oliva, el vinagre, la sal, el julivert i opcionalment altres productes tradicionals del camp, de caràcter espessidor, aromatitzant o substitutiu, com pa torrat, all cru, avellana torrada, etc. que acaben de configurar la fórmula particular i sovint secreta de cada cuiner.
La salsa de calçots combina de forma excel·lent tant amb carn com amb peix i verdura.